# بلندآوای دم‌دراز
بلندآوای دم‌دراز (نام علمی: Lalage leucopyga) گونه‌ای از پرندگان تیرهٔ سنگ‌چشم-کوکویان (Campephagidae) است که در کالدونیای جدید، جزایر سلیمان و وانواتو یافت می‌شود. زیرگونه جزیره نورفولک، بلندآوای نورفک، منقرض شده است. زیستگاه طبیعی آن جنگل‌های جلگه‌ای نمناک نیمه‌گرمسیری یا گرمسیری و جنگل‌های کوهستانی نمناک نیمه‌گرمسیری یا گرمسیری است.